# 回雁峰公园
回雁峰公园，位于湖南省衡阳市回雁峰景区，于1985年2月建成。

## 历史沿革
1944年衡阳保卫战后，日军占领衡阳，回雁峰上的古林殿阁惨遭焚毁，仅存一座寺门和半间佛殿。
1964年，中南局第一书记陶铸视察衡阳，倡导将回雁峰旧址修复为公园，但因文化大革命而停建。
1983年—1985年初，衡阳市人民政府重修回雁峰公园，占地1.9公顷。
1986年在北京举行的全国城市建设展览会上，回雁峰公园以模型展出，被评为湖南省最佳公园第一名。
李鹏、邓力群及其他中央、省市领导先后到景区游览。

## 扩建
2004年，衡阳市政府开始扩建回雁峰公园。工程占地面积3.5万平方米米，建筑面积3600万平方米。
其设计以回雁阁为核心，由落雁景区、雁峰景区、雁舞广场和船山景区等35个仿古建筑组成。
2014年，回雁峰公园改造项目正式开工建设，衡阳市新图书馆也将建在回雁峰公园南侧。

## 景观
回雁峰公园内的景观包括：烟雨池、雁峰寺、碑廊、雁壁、回雁亭、此君轩、松风亭、上达、净手池、回雁阁、归雁亭、望雁台、正气轩、王船山出生地纪念馆、船山故地、雁影坛、飞瀑流彩。
- 回雁峰壁刻
- 诗句壁刻
- 上达牌坊
- 文物保护单位标示